# Vườn mơ ở Kameido
Vườn mơ ở Kameido (亀戸梅屋舗, Kameido Umeyashiki) là một tranh in khắc gỗ thuộc thể loại ukiyo-e của họa sĩ người Nhật Hiroshige. Tranh được xuất bản vào năm 1857 và là bản in thứ ba mươi trong loạt tranh Trăm danh thắng Edo. Tranh vẽ một vườn mơ (Prunus mume) đang trổ hoa.

## Một trăm góc nhìn nổi tiếng của Edo
Tác phẩm là một phần của loạt tranh Một trăm góc nhìn nổi tiếng của Edo, mà thực ra là có đến 119 góc nhìn các địa điểm được đặt tên hoặc các địa danh nổi tiếng ở thành phố Edo (nay là Tokyo). Đây là bộ tranh đầu tiên giới thiệu nhiều cảnh quan riêng biệt này.
Bộ tranh được vẽ từ năm 1856 đến năm 1859, và Hiroshige II hoàn thành bộ tranh sau khi họa sĩ Hiroshige mất vào năm 1858. Tác phẩm này là tranh thứ 30 trong loạt tranh, ở trong phần mùa xuân. Tranh được xuất bản vào tháng 11 năm 1857. Bộ tranh được ủy thác, đặt mua ngay sau trận động đất Edo năm 1855 và các vụ hỏa hoạn sau đó, và mô tả nhiều tòa nhà mới được xây dựng lại hoặc sửa chữa. Có thể các tranh giúp kỷ niệm hoặc thu hút sự chú ý của công dân Edo đến tiến trình dựng lại các công trình. Bộ tranh được vẽ theo chiều dọc, đó là một phá cách từ truyền thống ukiyo-e cho các bức tranh phong cảnh (tức là vẽ nằm ngang), và tỏ ra phổ biến với khán giả của mình.

## Mô tả
Tranh in cho thấy một cành của loài cây nổi tiếng nhất ở Edo, "Ngọa long mai" (臥 竜 梅 garyūbai), đang trổ những hoa "rất trắng như để đẩy lui bóng tối", các nhánh cây lớn như thân cây đang uốn vòng, chạy trên mặt đất giống một con rồng đang ngoi lên trên diện tích 50 feet vuông. Cây được hiện lên với một sáng tạo trừu tượng khá độc đáo, với các cành rộng chiếm phần lớn tiền cảnh nhưng bị cắt bởi khung hình của bức tranh tương tự như thư pháp Nhật Bản. Cây nằm ở Umeyashiki, một khu vườn mơ bên bờ sông Sumida ở Kameido. Có thể nhìn thấy giữa các nhánh của Ngọa long mai là những cây khác, và những người nhỏ đang đứng sau hàng rào thấp để thưởng ngoạn vườn hoa mơ. Một biển hiệu, có thể là "cấm phá hoại", đặt ở phía trước góc trên bên trái của bức tranh. Bức tranh thể hiện sự thành thạo về cảnh quan Nhật Bản và sử dụng góc nhìn đơn điểm của họa sĩ Hiroshige. Theo như góc nhìn này, các vật thể càng vẽ gần thì càng được tăng kích thước. Chủ thể không có nhiều chi tiết và được đặt 'rất gần với ống kính' nhằm mục đích thu hút tầm mắt đến cảnh quan xa hơn. Ngoài ra, việc sử dụng bầu trời đỏ không tự nhiên có tác dụng làm phẳng không gian nhìn thấy được.

## Ảnh hưởng

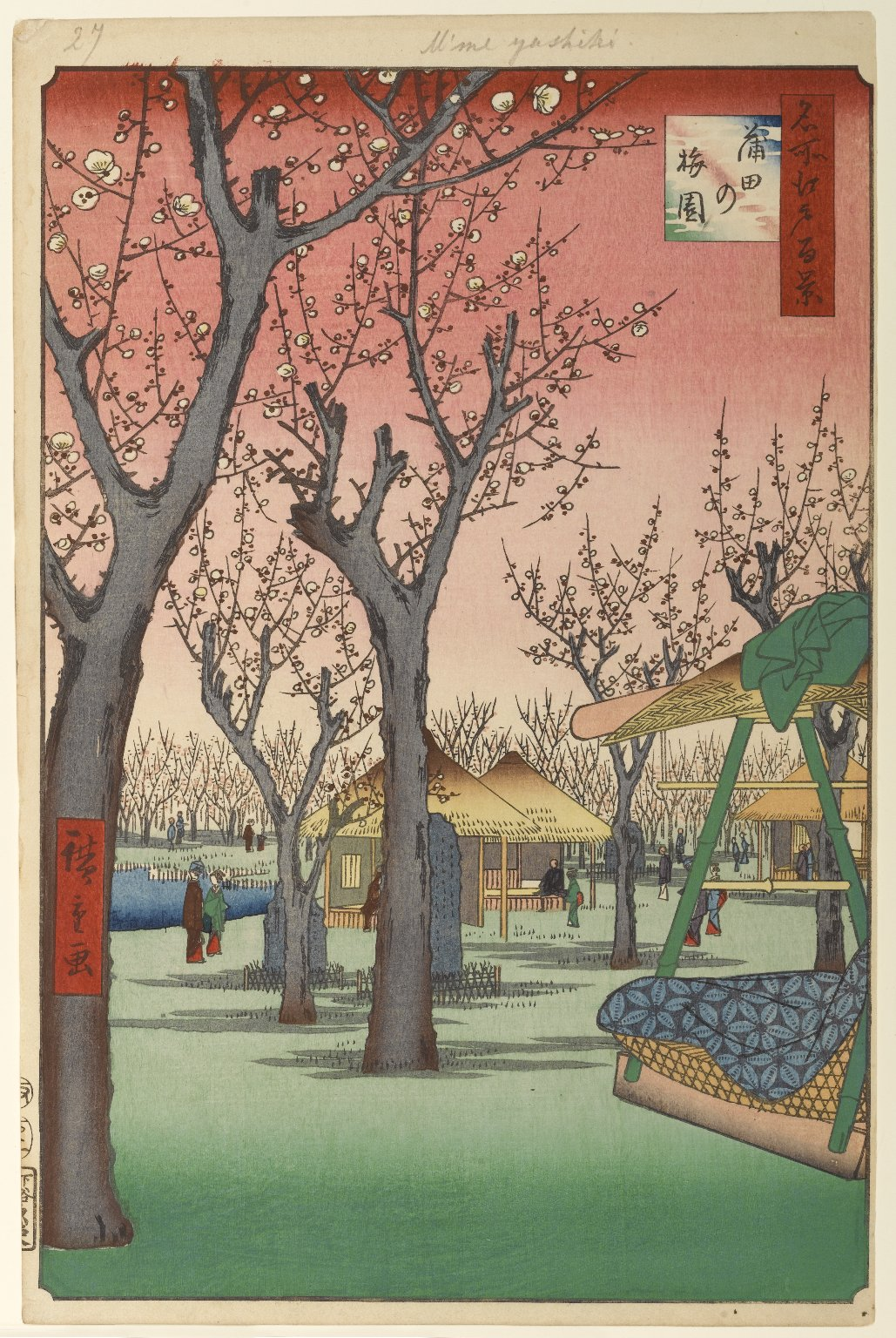
Tranh số 27 trong Một trăm góc nhìn nổi tiếng ở Edo, Vườn mơ ở Kamada (蒲田の梅園 Kamada no umezono, vẽ một cảnh với màu sắc khá giống tranh này

Các bản in nổi tiếng nhất của Hiroshige được sản xuất với số lượng hàng chục ngàn bản với chi phí mua lẻ thấp. Do sự mở cửa của Nhật Bản sau năm 1853 nên chúng phổ biến ở cả Nhật Bản và châu Âu-nơi những bức tranh này có ảnh hưởng rất lớn đến các họa sĩ Ấn tượng.

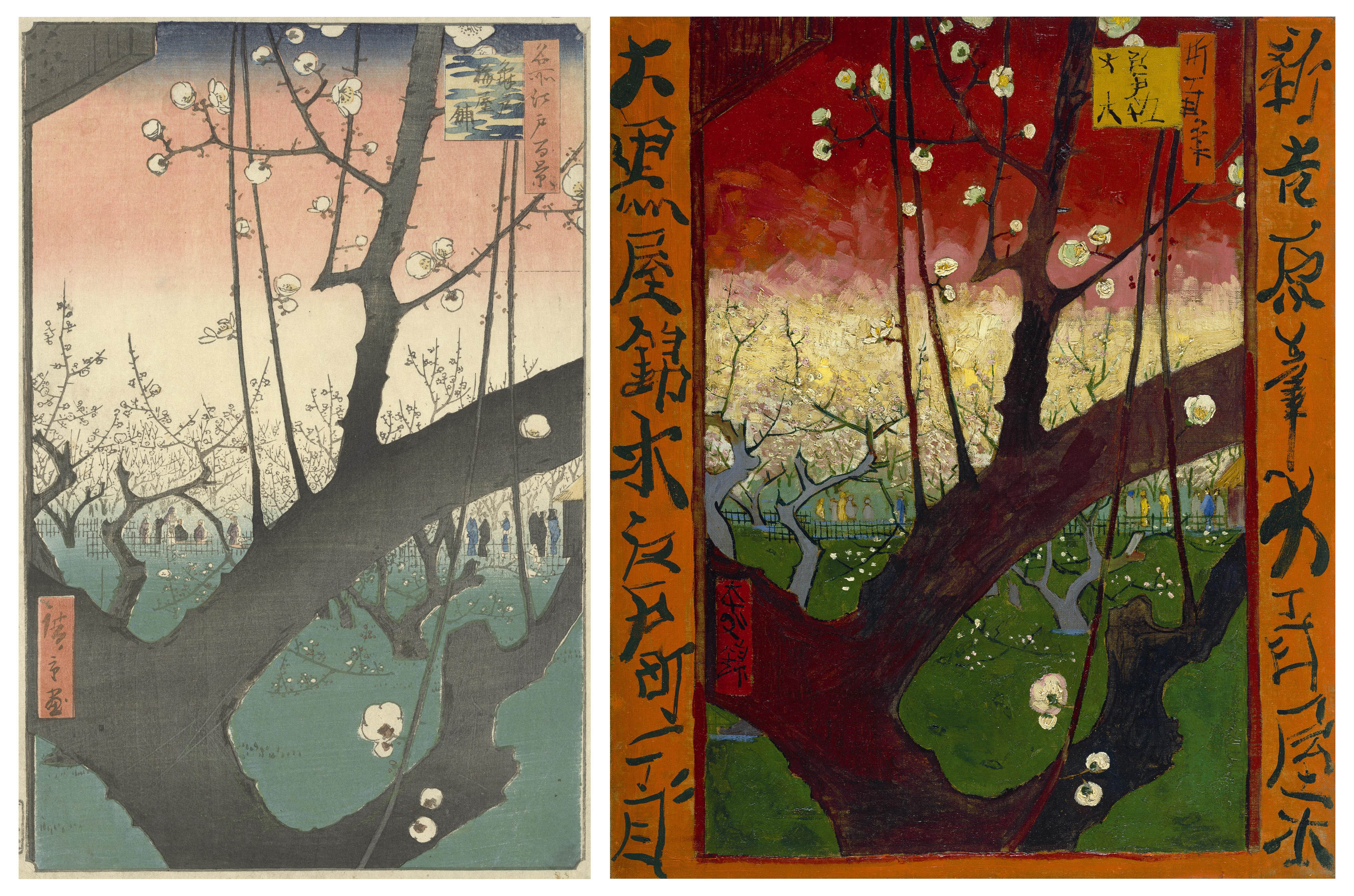
Bản in gốc của Hiroshige và bản sao của Van Gogh bằng màu dầu

Vincent Van Gogh là một nhà sưu tập các tranh in Nhật Bản, và trang trí studio của mình với chúng. Ông chịu ảnh hưởng lớn bởi những tranh in này, đặc biệt là những tranh in của Hiroshige. Năm 1877, Van Gogh đã vẽ các bản sao của hai trong loạt tranh Một trăm góc nhìn nổi tiếng của Edo, Mưa đột ngột trên cầu Shin-Ōhashi và Atake và Vườn mơ ở Kameido. Ông tạo ra những bản sao này để thử các yếu tố mà ông ngưỡng mộ như góc cắt hình ảnh, sử dụng màu trang trí, các khối màu lớn với các đường nét mạnh mẽ, nét vẽ phẳng và có các yếu tố chéo. Van Gogh lờ đi sự hiện diện bóng râm trên thân cây và hậu cảnh của tranh của Hiroshige, thứ sẽ ngụ ý tuổi tác. Thay vào đó, ông sử dụng màu sắc với nhiều "đam mê" và "trẻ trung" hơn.